# Quận của tỉnh Doubs
3 quận của tỉnh Doubs gồm:
1. Quận Besançon, (tỉnh lỵ của tỉnh Doubs: Besançon) với 17 tổng và 316 xã. Dân số của quận này là 232.656 người năm 1990, 246.872 người năm 1999, tăng trưởng dân số là 6.11%.
2. Quận Montbéliard, (quận lỵ: Montbéliard) với 13 tổng và 193 xã. Dân số của quận này là 186.930 người năm 1990, và 183.248 người năm 1999, tăng trưởng dân số là 1.97%.
3. Quận Pontarlier, (quận lỵ: Pontarlier) với 5 tổng và 85 xã. Dân số của quận này là 65.184 người năm 1990, và 68.942 người năm 1999, tăng trưởng dân số là 5.77%.